# Hans Maria Fuchs

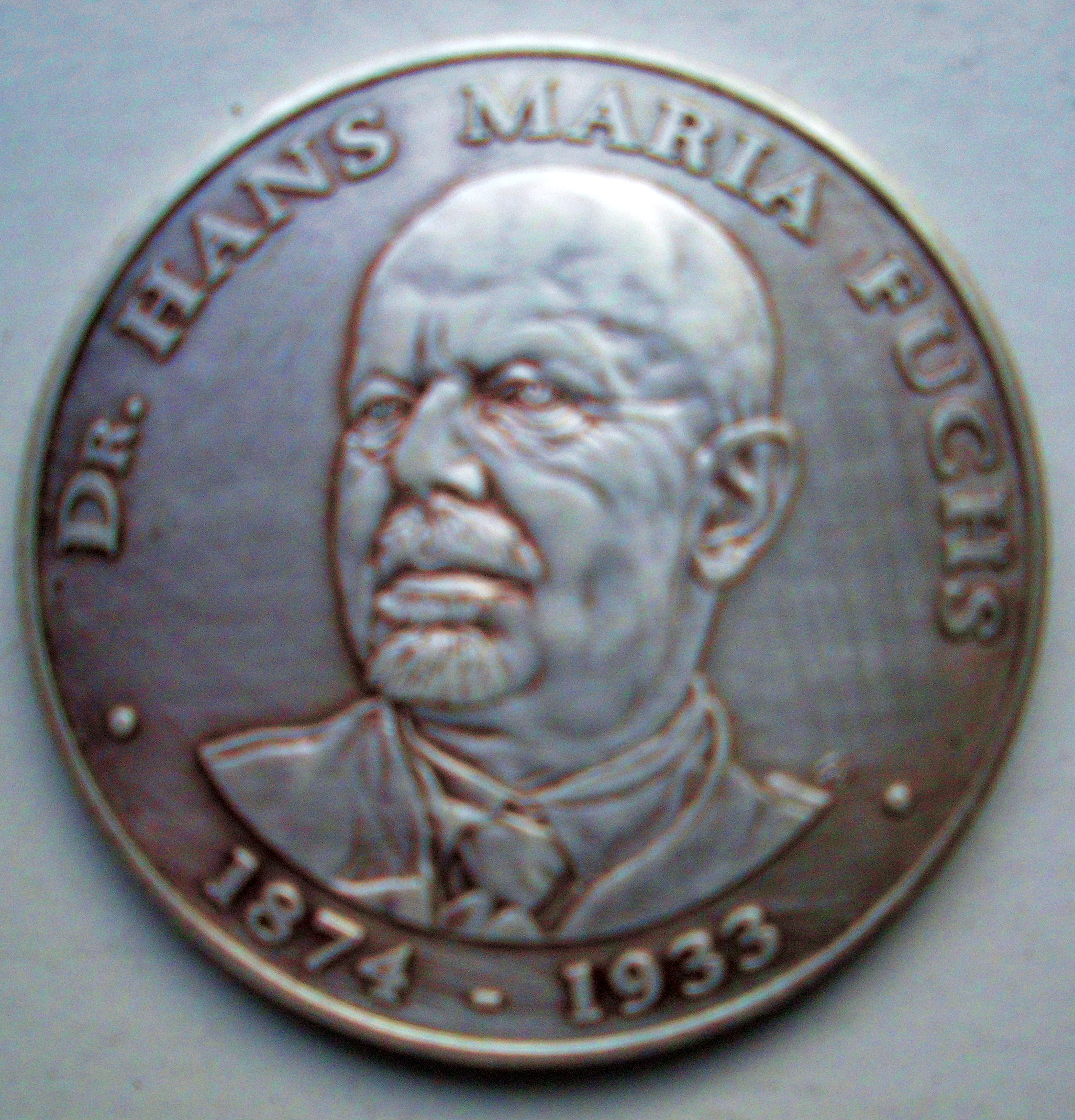
Gedenkmedaille für Hans Maria Fuchs (1986)

Hans Maria Fuchs (* 24. März 1874 in Köln; † 28. Oktober 1933 in Sankt Peter im Sulmtal) war ein österreichischer Arzt, Fossiliensammler und Heimatforscher.
Fuchs studierte Medizin an der Universität Wien und war seit 1891 Mitglied der Wiener akademischen Burschenschaft Olympia. Er war bis 1918 als Gemeinde- und Bäderarzt in Vöslau tätig. Im Ersten Weltkrieg war er als Oberarzt und Leiter eines Sanitätszuges in Bosnien eingesetzt. In der Umgebung von Vöslau sammelte er fossile Mollusken aus dem Jungtertiär. Seine Sammlung befindet sich heute im Naturhistorischen Museum Wien. 1918 zog er nach Sankt Peter im Sulmtal in der Steiermark, wo er als Werksarzt tätig war und sich der Landwirtschaft widmete. Hier beschäftigte er sich mit der Volkskunde des Sulmtales.

## Veröffentlichungen
- Über eigenartige Fossilreste aus dem Vöslauer Miocän. In: Verhandlungen der Geologischen Reichsanstalt 1911, S. 60–64.
- Die Bauernkost im Sulmtale. In: Zeitschrift für Volkskunde NF 1, 1930, S. 26–50.
- Der Ackerbau im Sulmtal (Steiermark). In: Zeitschrift für Volkskunde NF 3, 1931, S. 113–141.
- Gebildbrote aus Steiermark. In: Zeitschrift für Volkskunde NF 4, 1933, S. 230ff.
- Zur Volkskunde der Sachen. In: Blätter für Heimatkunde 11, 5/6, S. 83–85 (historischerverein-stmk.at).
- Auf späten Wegen. Aus dem lyrischen Tagebuch eines Landarztes, hrsg. von Hans Kloepfer. Krystall-Verlag, Wien 1934.